# Bogdchan uul
Bogdchan uul, w starszej literaturze spotykane nazwy: Bogdo Uuł, Bogdo Chan Uuł (mong. Богд хан уул) – masyw górski w środkowej Mongolii tworzący południową krawędź kotliny, w której leży stolica kraju, Ułan Bator. Bogdchan uul jest skrajnim południowym zakończeniem gór Chentej, jak też ostatnim południowym masywem tajgi. Dalej na południe na przestrzeni 700 km nie ma ani jednego lasu aż do doliny rzeki Huang He w Chinach.

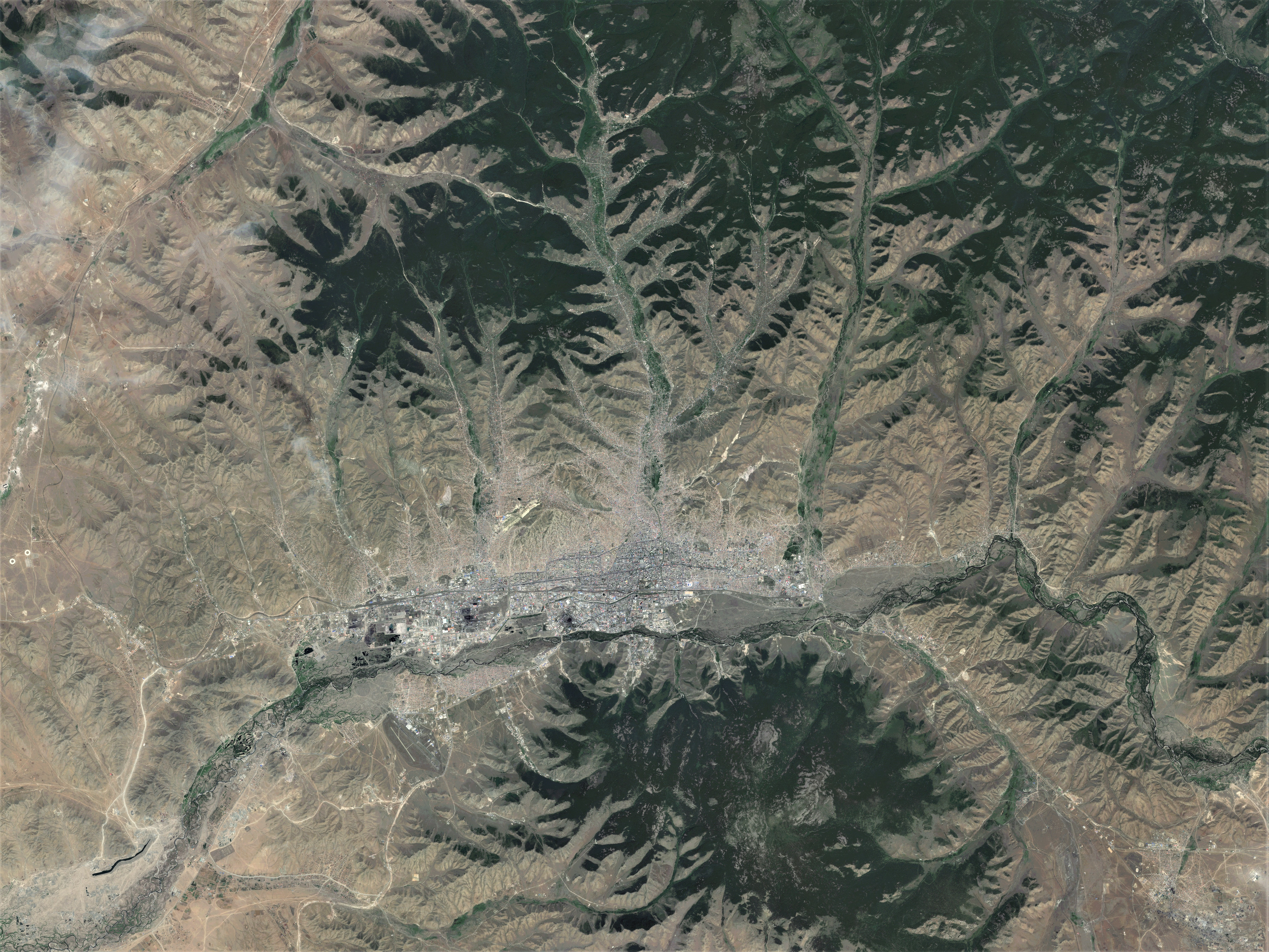
Bogdchan uul zajmuje południową część zdjęcia satelitarnego

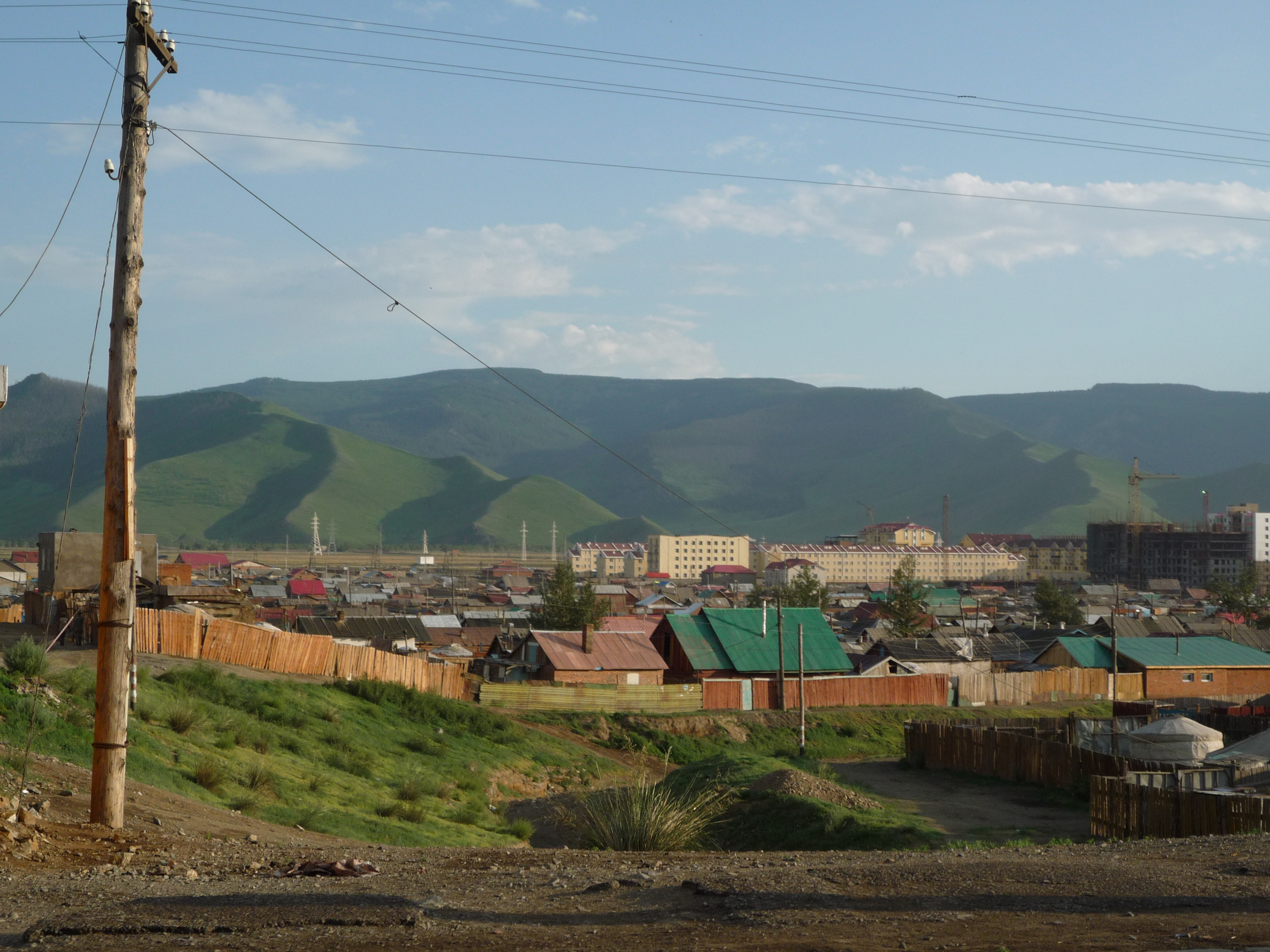
Widok północnej strony Bogdchan uul z Ułan Bator, góra jest szczelnie pokryta tajgą.

Bogdchan Uul ma dwa główne wierzchołki: wschodni nosi nazwę Cecee Gun uul (2256,3 m n.p.m.), zachodni i niższy – Dzuun Szireet uul (2122,0 m n.p.m.). W większości pokryta jest lasem iglastym, z dominacją modrzewia i dość znacznym udziałem limby. Bardzo liczna i zróżnicowana zwierzyna leśna.
W tradycji mongolskiego lamaizmu była to święta góra. Przestępcy, którzy znaleźli się w zasięgu jej widoczności nie mogli być aresztowani, a wiele osób odbywało pielgrzymkę wokół masywu. Na obrzeżu masywu były liczne klasztory lamajskie, w tym najsłynniejszy Mandzuszir chijd. Wstęp na samą górę był surowo zabroniony. Wykorzystał to w 1921 baron Roman von Ungern-Sternberg, który przed atakiem na okupującą Urgę armię chińską, chciał oswobodzić przetrzymywanego przez Chińczyków przywódcę Mongołów – Bogdo Chana. Ponieważ Bogdo Chan był więziony u podnóży masywu Bogdo Uuł, to oddział Ungerna przeprowadził atak właśnie od strony góry, całkowicie zaskakując tym wojsko chińskie. Po zajęciu Mongolii przez bolszewików w połowie 1921, góra stopniowo traciła swój status świętości, jednak pozostała obszarem trudno dostępnym, ze względu na założenie w 1957 istniejącego do dziś ścisłego rezerwatu przyrody Bogdchan uul darchan caadzat gadzar o powierzchni 416,5 km kw. Jednocześnie w dolinach wciętych w niższe partie północnej części masywu powstały wille członków władz mongolskich.
Po śmierci przewódcy Mongolii Chorlogijna Czojbalsana w 1952 nazwano jego imieniem masyw górski, ale ta nazwa istniała tylko do potępienia kultu jednostki Czojbalsana w 1962 kiedy wróciła poprzednia nazwa.
Z północy u stóp Bogdchan uul płynie rzeka Tuul gol, za którą leży główna część Ułan Bator. Po stronie górskiej są kilka osiedli miasta oraz główne lotnisko Mongolii imienia Czyngis Chana.
Po przeciwnej od Ułan Bator południowej stronie, u stóp masywu górskiego leży stolica ajmaku centralnego Dzuunmod.